# Brandopfer (Altes Ägypten)
Das Brandopfer gehörte im Alten Ägypten als Feuerweihe zu den rituellen Opfergaben an wichtige Gottheiten und ist seit dem Alten Reich belegt. Es diente zunächst im alten Königskult als Wegöffner für das Ach, das nach dem Brandopfer den Aufstieg aus dem Grab in den Nordhimmel antreten konnte.
Im weiteren Verlauf der ägyptischen Geschichte diente der Duft des Brandopfers zudem als allgemeine Erfrischung der Toten in der Duat und der Danksagung an verschiedene Gottheiten. 

## Mythologische Verbindungen
Im Alten Reich galt das Brandopfer den Himmelsgöttern Horus, Re, Hathor, Nechbet und Anubis. Im Mittleren Reich kamen Re-Harachte, Amun und Amun-Re hinzu. Während der Zeit des Neuen Reiches konzentrierten sich die Brandopfer als Dankesgaben an Amun-Re, Aton und Re-Harachte. Echnaton erklärte schließlich Aton zur allumfassenden Gottheit, weshalb während seiner Regierungsdauer nur noch Aton mit Brandopfern bedacht wurde.
Bereits seit dem Neuen Reich war die Entwicklung zum Atonkult spätestens seit Thutmosis IV. deutlich spürbar. Im Grab des Nacht gilt das Brandopfer „einem Gott, der nicht dargestellt wird, weil seine sichtbare Gestalt das einströmende Sonnenlicht ist“. In der thebanischen Theologie sind Amun, Amun-Re und Re-Harachte bis Echnaton (und danach) offiziell die Empfänger der Brandopfer.
In den Gräbern wurde das Brandopfer rituell nachgebildet, ohne dass die Bevölkerung selbst die heiligen Opferhandlungen der Priesterschaften vollzog. Zudem stand in jenen Darstellungen nicht der König im Mittelpunkt, sondern der Grabinhaber, der im Kreise seiner Angehörigen das symbolische Opfer darbrachte.

## Formen der Brandopfer
Es gab drei Möglichkeiten, Brandopfer darzubringen: In erhobenen Brandopferschalen, auf aufgestellten Brandopferständern und auf Brandaltären. Als weitere Bestandteile des Brandopfers waren Gerätschaften, Opfergaben, Blumen und Holzkohle Inhalt der Handlungen. Eng mit dem Brandopfer ist das Schlachtopfer verbunden. Bereits im Sonnenheiligtum des Niuserre der 5. Dynastie ist ein großer und kleiner Schlachthof in der Nähe eines Altars vorhanden. Es ist jedoch unwahrscheinlich, dass dort tatsächlich Schlachtungen stattfanden, da keine Zugänge für die Tiere nachgewiesen werden konnten. Zumindest beweist das Vorhandensein der Brandopfereinrichtungen, dass bereits in frühester Zeit Brandopfer bekannt waren und begangen wurden.
Als Weihegaben waren die Gerätschaften der Brandopferhandlung sehr kostbar. Bei der Stiftung von Thutmosis III. bestanden die Brandpfannen und Altäre aus Gold oder Silber. In den Grabdarstellungen der 18. Dynastie sind jene Gerätschaften entsprechend in weißer oder gelber Farbe abgebildet. Vermutungen, dass es sich um tatsächlich ausgeführte Brandopfer handelte, haben sich nicht bestätigt, da die dafür erforderlichen Gerätschaften aus Ton gefertigt und immer in roter Farbe dargestellt waren.